# Priorat St. Benedikt (Damme)

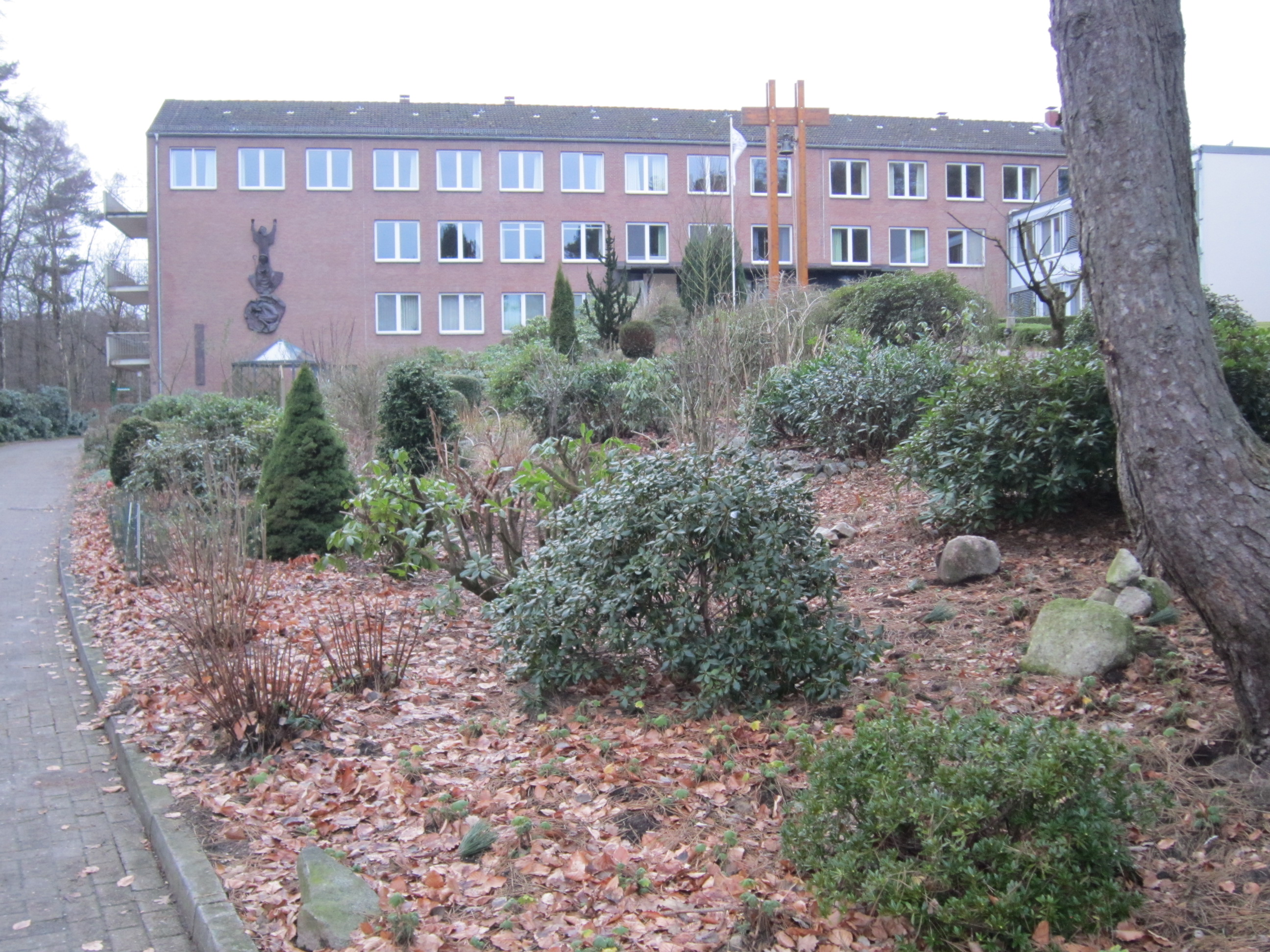
Frontansicht des Priorats St. Benedikt

Das Priorat St. Benedikt Damme war ein Benediktinerkloster in der niedersächsischen Stadt Damme im Oldenburger Münsterland.
Das Kloster wurde 1962 von Mönchen aus der Abtei Münsterschwarzach gegründet. Es entstand auf dem Grundstück eines vormaligen landwirtschaftlichen Betriebes, das zur Gründung eines Klosters gestiftet wurde. 1966 wurde in angemieteten Räumen ein Internat mit zehn Schülern eröffnet. 1971 konnte das Internat in neu errichtete Gebäude auf das Gelände des Klosters umziehen. Nach nur zehn Jahren wurde das Internat mangels Nachfrage wieder geschlossen. Das Internatsgebäude wurde in ein Gästehaus umgebaut, eine größere Kapelle wurde errichtet und die Hofstelle sowie die Ländereien des Hofes wurden verpachtet.

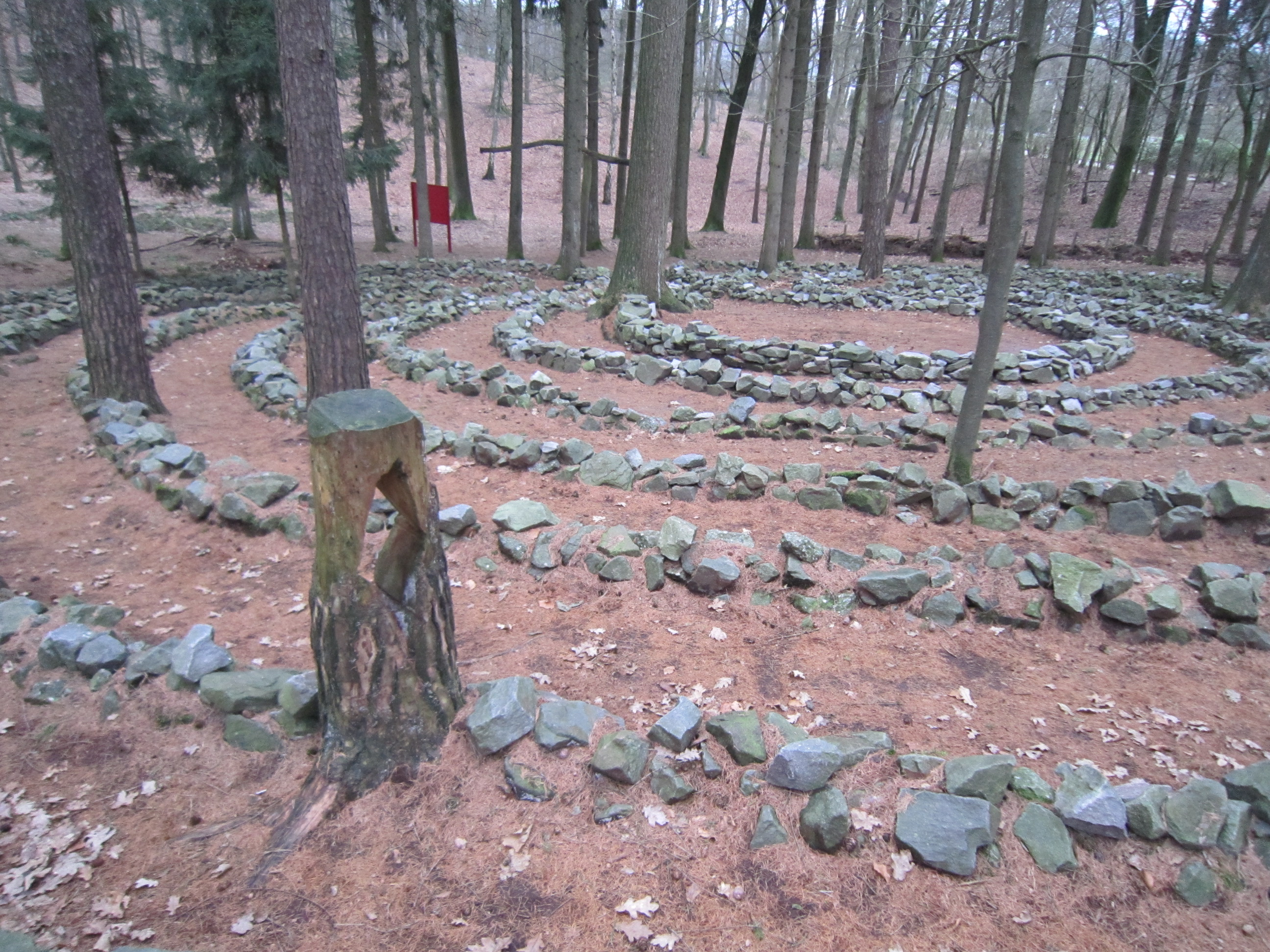
Waldlabyrinth

2004 errichteten freiwillige Helfer ein Labyrinth in einem kleinen Waldstück vor dem Kloster.
Die Benediktiner betrieben ein Gästehaus für Kurse und Exerzitien sowie einen Klosterladen. Das Gästehaus verzeichnete über 12.000 Übernachtungen pro Jahr und war Anlaufstelle für jährlich 4.000 Besucher. Im Februar 2016 kündigten die Benediktiner an, das Priorat zum Jahresende 2016 zu schließen. Die personelle Situation des Ordens und notwendige kostspielige Renovierungsarbeiten veranlassten sie, das Kloster aufzulösen und die sechs Mönche in Damme nach Münsterschwarzach zurückzubestellen.
2017 wurde das ehemalige Kloster in ein Hotel mit 70 Zimmern, zehn Tagungsräumen und einem Café und Bistro umgebaut. In dem Café/Bistro präsentieren regelmäßig Künstler, Themenaussteller und Hobbymaler ihre Bilder. In den Gebäudekomplex des ehemaligen Priorats sind eine Tagespflegestelle und ein Kindergarten integriert.
Seit dem 28. Oktober 2018 beginnt bei dem Hotel Kloster Damme der Kardinalsweg. Dieser 24,1 km lange Pilgerweg führt über Holdorf zur Burg Dinklage, dem Geburtsort von Kardinal Clemens August Graf von Galen. Zur Erinnerung an ihn wurde der Pilgerweg eingerichtet. Wenige Meter nach dem Beginn des Kardinalswegs trifft dieser auf den Pickerweg. Dieser ist u. a. ein Fernwanderweg im Netz der Jakobswege, so dass man vom Hotel Kloster Damme aus in zwei verschiedene Richtungen (nach Dinklage und nach Santiago de Compostela) pilgern kann.